# Réforme du cheval

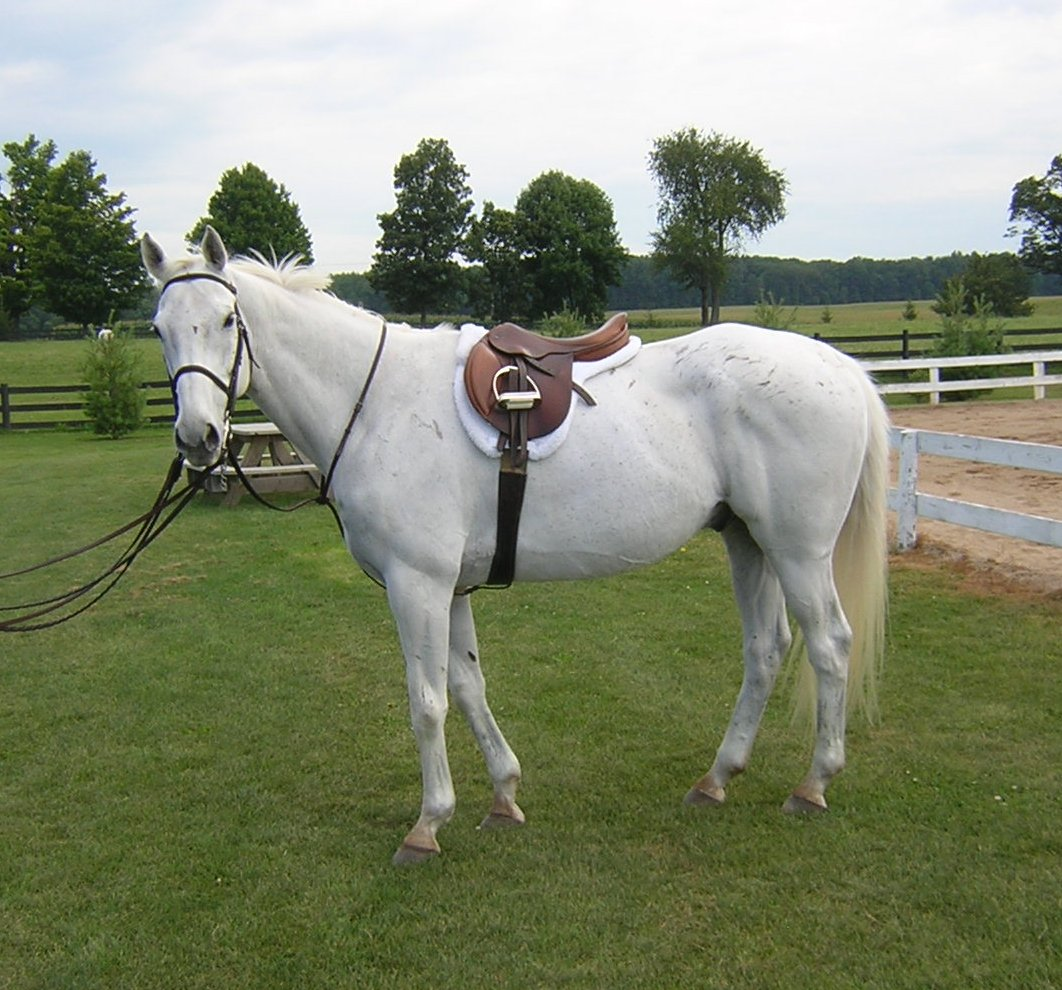
Hongre Pur-sang réformé des courses

La réforme du cheval est le retrait définitif d'un cheval d'une activité qui ne lui convient pas ou plus. Par le passé, on désignait par réforme la « mise hors service de chevaux âgés, vicieux ou défectueux ». Le terme est désormais généralement employé dans le domaine du sport hippique, on parle alors de cheval « réformé des courses ». Il peut concerner bien d'autres activités, comme le sport équestre ou l'enseignement en centre équestre. Les chevaux réformés ont divers destins : bien que certains soient réorientés vers des activités dans lesquelles ils sont moins sollicités, la plupart sont conduits à l'abattoir.

## Histoire
La notion de réforme du cheval a évolué au fil du temps. Le changement de statut de l'animal, désormais proche d'un animal de compagnie dans les pays occidentaux, motive la recherche de choix de réforme autres que l'abattoir. 

## Réforme par activité

### Chevaux de course

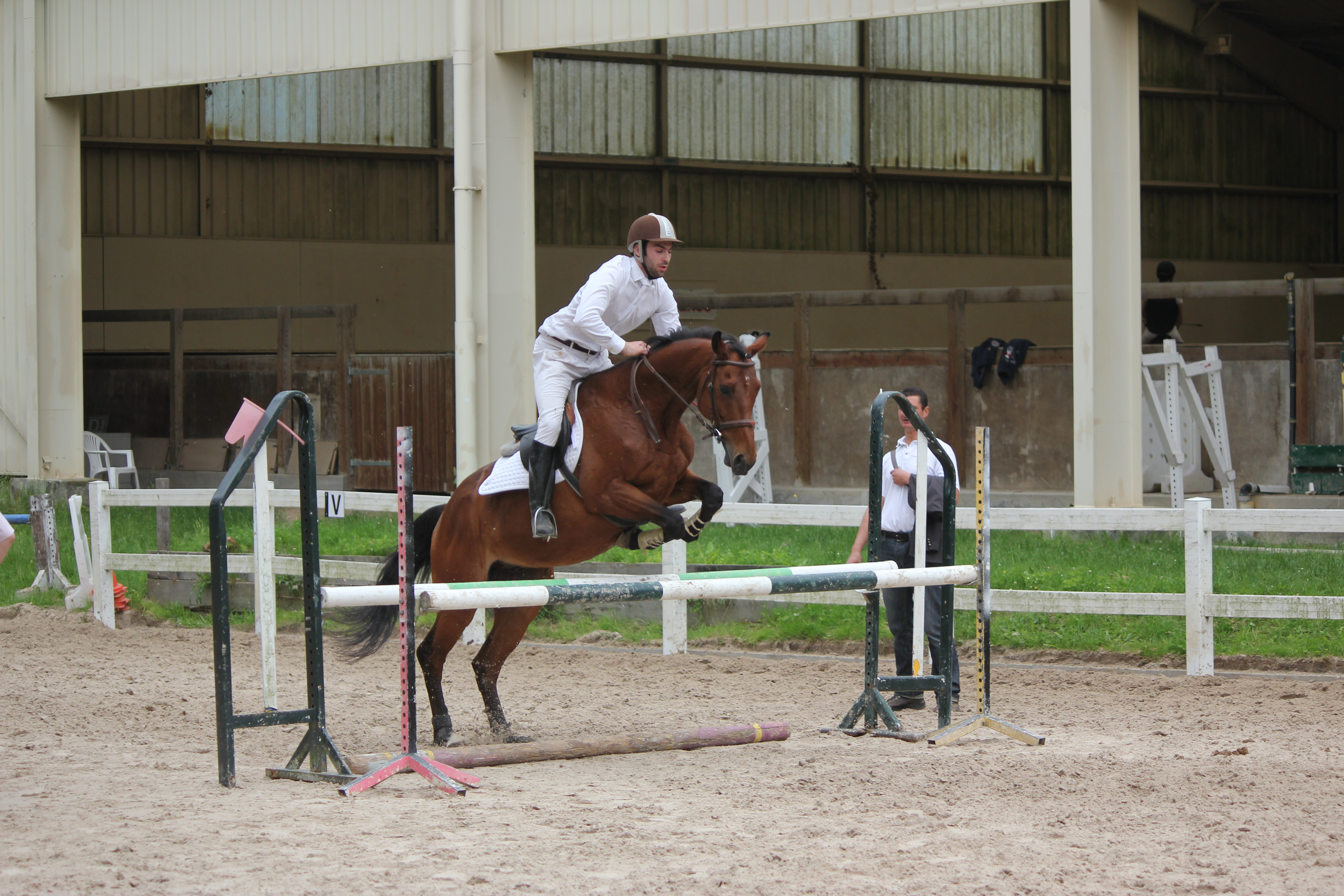
Pur-sang réformé en saut d'obstacles.

La réforme des chevaux de course a pour principale cause des lésions tendineuses qui ont induit une asymétrie locomotrice en raison d'affections ostéo-articulaires primaires ou consécutives à l'entraînement et la course sur la piste. Les chevaux réformés des courses forment une part importante de la cavalerie des centres équestres. Par le passé, ils étaient presque systématiquement revendus à la boucherie, mais cette pratique tend à se réduire, notamment en France où les boucheries chevalines sont de plus en plus rares. Toutefois, le nombre très élevé de naissances entraîne de facto une réforme élevée.
La plupart des chevaux de course réformés sont vendus comme chevaux de loisirs, mais restent difficiles à re-dresser, en particulier pour les amateurs. Il est souvent nécessaire de faire appel à des cavaliers professionnels connaissant bien la difficulté.